# Persoonlijkheden in het Koninkrijk der Nederlanden in woord en beeld
Persoonlijkheden in het Koninkrijk der Nederlanden in woord en beeld (Persönlichkeiten im Königreich der Niederlande in Wort und Bild) ist ein niederländisches Personenlexikon, das 1938 im Amsterdamer Verlag Van Holkema & Warendorf erschien. Es beinhaltet auf fast 1.750 Seiten etwa 6.000 Porträts zeitgenössischer niederländischer Personen, die meisten davon mit einem Foto. Ein bedeutender Anteil der Einträge bezieht sich auf Freiberufler, auch einige wenige Personen aus den damaligen Kolonien, insbesondere Niederländisch-Indien, fanden Eingang. Eine Besonderheit ist die Angabe der vollständigen Adresse am Ende der überwiegenden Mehrzahl der Porträts, ferner sind oftmals auch Familienmitglieder und Hobbys aufgeführt. Eingeleitet wird das Lexikon mit einer hervorgehobenen Präsentation der damaligen Königsfamilie, ferner liegt ihm ein Supplement bei, das Personen beinhaltet, die es zeitlich nicht mehr bis zum Druck in das Buch geschafft haben.
Die Chefredaktion wurde von Henricus Petrus van den Aardweg übernommen, der ansonsten als Biograph, Dichter, Romanautor und Kritiker tätig war. Der emeritierte Professor für Geschichte Hajo Brugmans (Universität Amsterdam) schrieb eine Einleitung. Persoonlijkheden in het Koninkrijk der Nederlanden in woord en beeld fand keine direkte Fortsetzung mehr, wird heute jedoch von universitären Internet-Projekten referenziert oder direkt als Materialquelle verwendet. Parlement.com, eine von dem „Parlementair Documentatie Centrum“ (PDC UL, Parlamentarisches Dokumentationszentrum) der Universität Leiden betreute Website, verweist in ihren Literaturangaben auf das Lexikon; das „Instituut voor Nederlandse Geschiedenis“ (Institut für niederländische Geschichte) verwendet zahlreiche Photos aus dem Lexikon für die dort gelisteten Biographien.